# Mas d'en Gual
El Mas d'en Gual és una urbanització del Vendrell (Baix Penedès, Catalunya). El nom li ve d'un mas antic que hi ha a la zona. El Mas d'en Gual es va fer força famós per la troballa d'un poblat ibèric el 2001, inclòs a l'Inventari del Patrimoni Arqueològic i Paleontològic de Catalunya.
Durant el 2004 l'ajuntament del Vendrell va planificar urbanitzar la zona, fins que uns arqueòlegs van trobar una màscara púnica el 2005, avui dia encara es pot visitar i no es descarta la troballa de més antiguitats. Les restes arqueològiques recuperades van aparèixer en un estat de conservació molt precari, afectades per les activitats agrícoles de la masia al llarg dels anys, especialment per rases de vinya. Per aquesta raó, la major part d'estructures que es van documentar excavades al subsòl natural i les poques restes constructives amb murs de pedra van aparèixer molt arrasades. Per tant, no hi ha elements estructurals físics conservats. Malgrat que el seu estat és dolent, es pot visitar lliurement. Actualment l'exalcaldessa del Vendrell encara té en marxa fer una urbanització en la zona denominada el Tancat del Galan, amb els quals es construirà una urbanització.
Aquesta urbanització està situada al nord del municipi vendrellenc, a prop d'una altra urbanització, El Tancat. En aquesta urbanització hi destaquen que les cases són de l'estil americà, aparellades amb nombroses piscines, també destaquen els parcs com el parc d'Utrera. Actualment l'ajuntament està ampliant el poble per l'est on la comunicació serà molt més fàcil.